# Estadio Olímpico Patria
Estadio Olímpico Patria – piłkarski stadion w Sucre, w Boliwii. Na stadionie grają zawodnicy klubów Universitario Sucre i Independiente Petrolero. Stadion ma pojemność 30 000 osób. Został otwarty w 1992 roku.